# José María Lumbreras
José María Lumbreras Paños (Tudela, Navarra, España, 6 de enero de 1961) es un exfutbolista español. Jugaba de centrocampista y desarrollo toda su carrera profesional en Primera División.

## Biografía
Formado en categorías inferiores del CD Tudelano, donde tras jugar con el primer equipo en Tercera y 2.ªB fue fichado por Osasuna y tras un breve paso por su filial Osasuna Promesas, dio el salto al primer equipo, donde desarrolló gran parte de su trayectoria profesional; en siete temporadas marcó 14 goles.
Tras más de 8 años en el equipo navarro, cambió de aires recayendo en las filas del Real Zaragoza durante dos temporadas, marcando dos goles. Finalmente puso el broche a su carrera profesional en la Real Sociedad tras siete años en el club guipúzcoano, en los que marcó tres goles.
Asimismo fue internacional en diversas categorías, sumando una internacionalidad en juveniles, otra en sub-20, quince en sub-21 y una más en sub-23.
Tras su carrera como futbolista pasó a la labor técnica, tomando las riendas del Club Deportivo Tudelano en la temporada 2007/2008, logrando (hasta la fecha) dos títulos de Campeón de Liga del grupo navarro de la Tercera División de España en las temporadas 2009/2010 y 2010/2011, así como el Ascenso del Club Deportivo Tudelano  a  Segunda División B en la Temporada 2011/2012.
Tras conseguir la permanencia con el conjunto tudelano en su regreso a la Segunda División B en la temporada 2012/2013, fichó como segundo entrenador de Jagoba Arrasate en la Real Sociedad.

## Trayectoria
| Club             | País   | Año       |
| ---------------- | ------ | --------- |
| Osasuna Promesas | España | 1979-1980 |
| Osasuna          | España | 1981-1987 |
| Real Zaragoza    | España | 1987-1989 |
| Real Sociedad    | España | 1989-1996 |

## Otros datos
- Se le ha nombrado Tudelano Popular 2011.[1]